# Bradley (Maine)
Bradley es un pueblo ubicado en el condado de Penobscot en el estado estadounidense de Maine. En el Censo de 2010 tenía una población de 1.492 habitantes y una densidad poblacional de 11,37 personas por km².

## Geografía
Bradley se encuentra ubicado en las coordenadas 44°53′40″N 68°32′48″O / 44.89444, -68.54667. Según la Oficina del Censo de los Estados Unidos, Bradley tiene una superficie total de 131.2 km², de la cual 128.26 km² corresponden a tierra firme y (2.24%) 2.94 km² es agua.

## Demografía
Según el censo de 2010, había 1.492 personas residiendo en Bradley. La densidad de población era de 11,37 hab./km². De los 1.492 habitantes, Bradley estaba compuesto por el 97.25% blancos, el 0.07% eran afroamericanos, el 1.47% eran amerindios, el 0.34% eran asiáticos, el 0% eran isleños del Pacífico, el 0.13% eran de otras razas y el 0.74% pertenecían a dos o más razas. Del total de la población el 0.27% eran hispanos o latinos de cualquier raza.